# Banque centrale du Liberia
La Banque centrale du Liberia (en anglais: Central Bank of Liberia) (BCL), est la banque centrale du Liberia.
La banque est membre de l'alliance pour l'inclusion financière (en).

## Histoire
De 1974 à 2000, la banque centrale du Libéria était la Banque nationale du Liberia. La Banque centrale du Liberia, connue sous le nom de « CBL », a été fondée le 18 octobre 1999 par une loi de la législature libérienne et a commencé ses opérations en 2000, date à laquelle la Banque nationale du Libéria, ou « NBL », était dissous.

### Gouverneurs de la Banque nationale du Liberia
| Rang | Nom                   | Mandat      |
| ---- | --------------------- | ----------- |
| 1er  | Thomas D. Voer Hanson | 1980 - 1986 |
| 2e   | John G. Bestman (en)  | 1986 - 1987 |
| 3e   | Paul Jeffy            | 1987 -1988  |
| 4e   | Thomas D. Voer Hanson | 1988 - 1989 |
| 5e   | David K. Vinton       | 1990 - 1994 |
| 6e   | Raleigh Seekie        | ? - 1996    |
| 7e   | Ignatius Clay         | 1996-1997   |
| 8e   | Charles Bright        | 1997 - 2000 |

### Gouverneurs de la Banque centrale du Libéria
| Rang | Nom                   | Mandat                       |
| ---- | --------------------- | ---------------------------- |
| 1er  | Elias Saleeby         | 2000 - mai 2004              |
| 2e   | Charles A. Greene     | mai 2004 - 2006              |
| 3e   | Joseph Mills Jones    | 2006 - février 2016          |
| 4e   | Charles Sirleaf       | février 2016 - avril 2016    |
| 5e   | Semaines Milton Alvin | avril 2016 - 2018            |
| 6e   | Nathaniel R. Patray   | 2018 - novembre 2019         |
| 7e   | Jolue Aloysius Tarlue | novembre 2019 - julliet 2024 |
| 8e   | Henry F. Saamoi       | Depuis julliet 2024          |